# 김원준 (1943년)
김원준(金元俊, 1943년 3월 4일 ~ )은 대한민국 제3·4대 부산광역시의원이었다.

## 학력
- 부산기계공업고등학교 졸업

## 경력
- 민주자유당 부산시당 강서구 지구당 사무국장
- 부산광역시 강서구 대저1동장
- 한나라당 부산시당 북구·강서구 을 지구당 부위원장
- 1998.07 ~ 2002.06 제3대 부산광역시의회 의원
- 2002.07 ~ 2006.06 제4대 부산광역시의회 의원

## 역대 선거 결과
|  | 67.26% |

|  | 56.95% |

|  | 14.97% |